# Wander Johannes de Haas
Wander Johannes de Haas (Lisse, Países Bajos, 2 de marzo de 1878 - Bilthoven, Países Bajos, 26 de abril de 1960) fue un físico y matemático neerlandés. Es conocido por el efecto Shubnikov-de Haas, el efecto de Haas-van Alphen y el efecto Einstein-de Haas.

## Vida personal
Wander de Haas nació en Lisse, una ciudad pequeña cerca de Leiden. Era hijo de Albertus de Haas, director de la Escuela de Profesores de Middelburg, y Maria Efting. El 22 de diciembre de 1910 se casó con Geertruida Luberta Lorentz, la hija mayor de Hendrik Lorentz. Tuvieron dos hijas y dos hijos. En lo referido a la religión, era ateo.

## Educación
Tras asistir al instituto en Middelburg, empezó sus estudios como técnico jurídico en 1895. Tras completar dos tercios de los exámenes y haber trabajado en un bufete de abogados durante un tiempo, decidió cambiar su carrera y convertirse en físico. Tras aprobar los exámenes de acceso a la universidad, comenzó a estudiar física en la Universidad de Leiden en 1990 con Heike Kamerlingh Onnes y Johannes Petrus Kuenen. Consiguió su doctorado en 1912 dirigido por Onnes, con una tesis titulada Medidas de la Compresibilidad del Hidrógeno.

## Carrera
Tras titularse, de Haas trabajó en Berlín como investigador en el Physikalische Reinchsanstalt. Tras ello regresó a los Países Bajos, donde fue profesor de instituto en Deventer, conservador del Museo de Teyler en Haarlem y más tarde profesor de física en la Universidad Técnica de Delft y en la Universidad de Groninga. En 1925 se trasladó a Leiden como profesor y como uno de los dos directores del laboratorio de física, sucediendo a Kamerlingh Onnes. Se retiró en 1948.
Se puede encontrar un ejemplo de equipamiento (un electroimán de c. 1930) usado para su investigación sobre bajas temperaturas en el Museo Boerhaave, el museo de historia de la ciencia de Leiden.
En 1922 se convirtió en miembro de la Real Academia de Artes y Ciencias de los Países Bajos. Veinte años más tarde, en 1942, fue forzado a dimitir. Tras el final de la Segunda Guerra Mundial en 1945 fue admitido de nuevo como miembro.